# Dustin Lynch
Dustin Charles Lynch (Tullahoma, Tennessee; 14 de mayo de 1985) es un cantante y compositor estadounidense de música country, bajo el sello Broken Bow Records. Lynch ha publicado tres álbumes con dicha discográfica; un álbum homónimo en 2012, Where It´s At en 2014 y Current Mood en 2017. También ha lanzado ocho sencillos, de los cuales cinco han logrado el N.º 1 en Country Airplay.

## Primeros años
Dustin Lynch, nativo de Nashville, Tennessee, asistió a Tullahoma High School y se graduó en 2003. Empezó a tocar la guitarra cuándo  tenía alrededor de 8 a 9 años, pero pronto lo abandonó, sin embargo lo retomó otra vez a los 15 años. Cuando  tenía 16 años,  realizó una actuación en el Bluebird Café, en Nashville, en una noche de micrófono abierto. Fue bien recibido por el público, así que  decidió formar una banda. Lynch se mudó a Nashville en 2003 donde  estudió Biología y Química en Lipscomb University. Lynch escogió esta Universidad porque  estaba cerca del Bluebird Café, donde  empezó a tocar y a componer mientras asistía a clase. En 2007 obtuvo un B.S. en biología, y a pesar de que  estaba interesado en ir a la escuela de medicina,  decidió empezar una carrera en la música.

## Carrera musical

### 2011–2013:Dustin Lynch

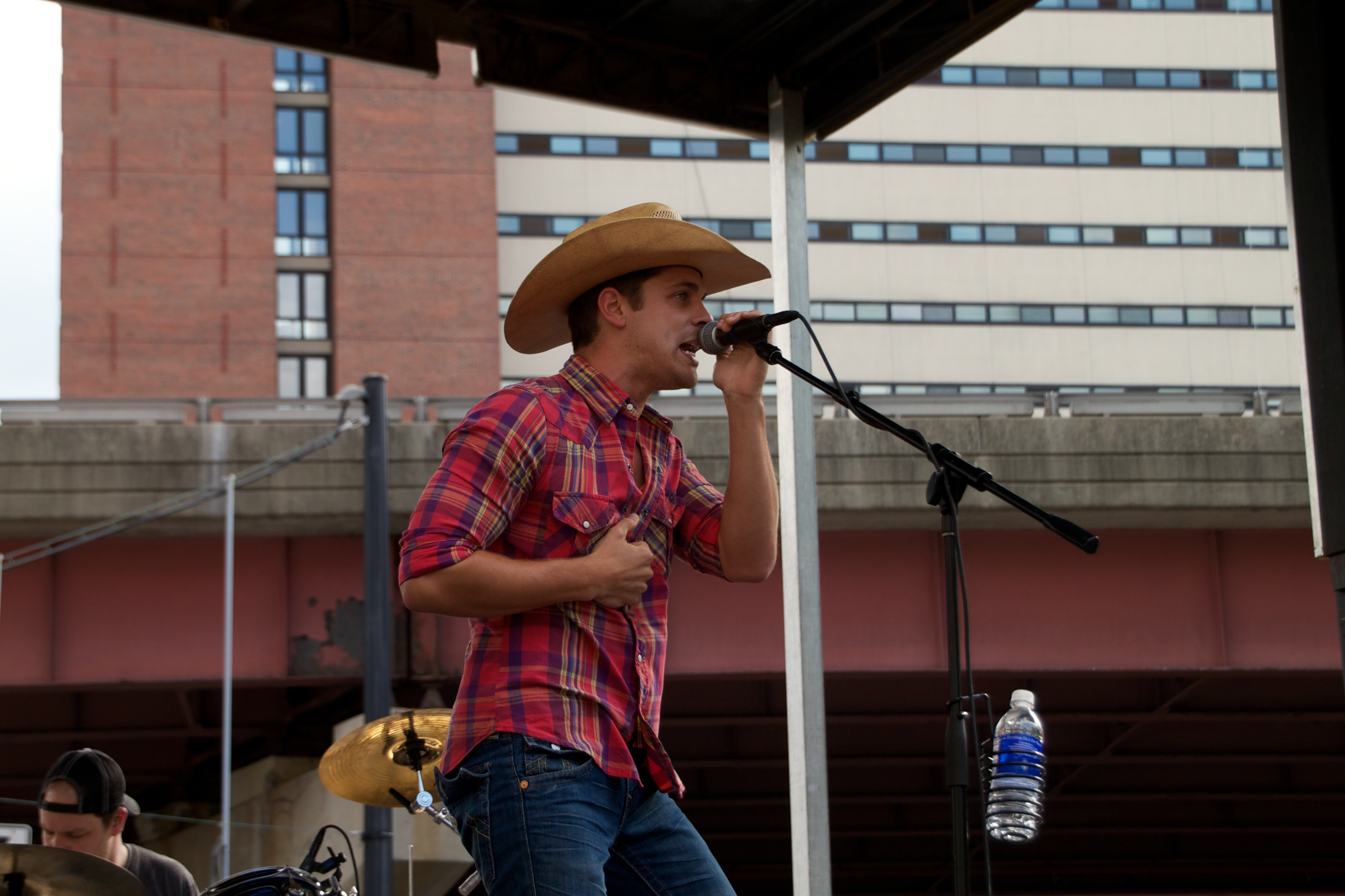
Dustin Lynch en 2013

Lynch firmó en un primer momento un contrato con Valory Music Group, sin embargo uno de sus ejecutivos dejaría el sello para unirse a Broken Bow Records, y en 2011 Lynch hizo lo propio. 
Debutó con la canción "Cowboys y Ángeles" en enero de 2012. Lynch escribió la canción con Josh Leo y Tim Nichols. El mismo mes del lanzamiento, Country Weekly empezó a emitir las canciones de Lynch en su sitio web.
Su álbum debut, Dustin Lynch, fue publicado en agosto de 2012 y alcanzó el N.º 1 en el Top Country Albums chart. El segundo sencillo del álbum, "She Cranks My Tractor", se convirtió en su segundo hit posicionándose en el top 20 a principios de 2013. Le siguió "Wild in Your Smile", entrando en el top 30.
Lynch también coescribió la canción del 2013 de James Wesley, "Thank a Farmer".

### 2014–presente: Where It's At and Current Mood
A principios de 2014, Lynch publicó su cuarto y principal sencillo de su segundo álbum, "Where It's At (Yep, Yep)". En septiembre de 2014, dicho sencillo se convirtió en su primera canción en liderar el chart de Country Airplay. El álbum completo, Where It's At, se publicó el 9 de septiembre de 2014. "Hell of a Night" y "Mind Reader" fueron lanzados en la radio, siendo estos respectivamente el segundo y tercer sencillos del álbum. Ambas canciones alcanzaron el N.º 1 en Country Airplay.
"Seein' Red" fue lanzado el 11 de julio de 2016 como la canción principal del próximo y tercer álbum de estudio de David Lynch, Current Mood. En la semana del 25 de febrero de 2017 el sencillo alcanzó el N.º 1 en el chart de Country Airplay. "Small Town Boy" fue lanzada el 20 de marzo de 2017 como el segundo sencillo del álbum. El 18 de septiembre de 2018, Lynch fue introducido en el Grand Ole Opry.

## Discografía

### Álbumes de estudio
| Título                                                 | Detalles                                                                         | Posiciones más altas en el chart | Posiciones más altas en el chart | Posiciones más altas en el chart | Posiciones más altas en el chart | Posiciones más altas en el chart | Ventas             |
| Título                                                 | Detalles                                                                         | EE.UU.                           | Country EE. UU. .                | Indie EE. UU.                    | AUS                              | CAN                              | Ventas             |
| ------------------------------------------------------ | -------------------------------------------------------------------------------- | -------------------------------- | -------------------------------- | -------------------------------- | -------------------------------- | -------------------------------- | ------------------ |
| Dustin Lynch                                           | - Fecha de lanzamiento: 21 de agosto de 2012 - Discográfica: Broken Bow          | 13                               | 1                                | 1                                | —                                | —                                | - EE. UU.: 100,000 |
| Where It's At                                          | - Fecha de lanzamiento: 9 de septiembre de 2014 - Discográfica: Broken Bow       | 8                                | 2                                | 3                                | —                                | 23                               | - EE. UU.: 138,700 |
| Current Mood                                           | - Fecha de lanzamiento: 8 de septiembre de 2017 - Discográfica: Broken Bow       | 7                                | 2                                | —                                | 34                               | 25                               | - EE. UU.: 79,800  |
| Tullahoma                                              | - Fecha de lanzamiento: 17 de enero de 2017 - Discográfica: Broken Bow Records   | 38                               | 4                                | 2                                | 6                                | 53                               | —                  |
| Blue in the Sky                                        | - Fecha de lanzamiento: 11 de febrero de 2022 - Discográfica: Broken Bow Records | 125                              | 9                                | 17                               | 20                               | —                                | —                  |
| "—" indica lanzamientos que no entraron en los charts. |                                                                                  |                                  |                                  |                                  |                                  |                                  |                    |

### Canciones
| Año                                                    | Canción                 | Posiciones más altas en el chart | Posiciones más altas en el chart | Posiciones más altas en el chart | Posiciones más altas en el chart | Posiciones más altas en el chart | Certificaciones                       | Ventas             | Álbum        |
| Año                                                    | Canción                 | EE.UU.                           | Country EE. UU. .                | EE. UU. Airplay                  | CAN                              | Country CAN                      | Certificaciones                       | Ventas             | Álbum        |
| ------------------------------------------------------ | ----------------------- | -------------------------------- | -------------------------------- | -------------------------------- | -------------------------------- | -------------------------------- | ------------------------------------- | ------------------ | ------------ |
| 2012                                                   | "Cowboys and Ángels"    | 40                               | 2                                | 2                                | 64                               | 5                                | - RIAA: Platino[24]                   | - EE. UU.: 952,000 | Dustin Lynch |
| 2012                                                   | "She Cranks My Tractor" | —[Superior-alfa 1]               | 29                               | 16                               | —                                | 37                               |                                       |                    | Dustin Lynch |
| 2013                                                   | "Wild in Your Smile"    | —                                | 32                               | 23                               | —                                | —                                |                                       |                    | Dustin Lynch |
| 2014                                                   | "Where It's At"         | 42                               | 4                                | 1                                | 67                               | 4                                | - RIAA: Platino[27]                   | - EE. UU.: 598,000 | Dónde es En  |
| 2014                                                   | "Hell of a Night"       | 55                               | 7                                | 1                                | 95                               | 8                                | - RIAA: Oro[30]                       | - EE. UU.: 295,000 | Dónde es En  |
| 2015                                                   | "Mind Reader"           | 57                               | 8                                | 1                                | —                                | 8                                | - RIAA: Oro[32]                       | - EE. UU.: 271,000 | Dónde es En  |
| 2016                                                   | "Seein' Red"            | 55                               | 5                                | 1                                | —                                | 4                                | - RIAA: Oro[34] - MC: Oro[35]         | - EE. UU.: 213,000 | Humor actual |
| 2017                                                   | "Small Town Boy"        | 36                               | 2                                | 1                                | 69                               | 1                                | - RIAA: Platino[37] - MC: Platino[38] | - EE. UU.: 497,000 | Humor actual |
| 2017                                                   | "I'd Be Jealous Too"    | —                                | 27                               | 34                               | —                                | —                                |                                       |                    | Humor actual |
| 2018                                                   | "Good Girl"             | 88                               | 13                               | 11                               | —                                | 35                               | - EE. UU.: 50,000                     | TBD                |              |
| "—" indica lanzamientos que no entraron en los charts. |                         |                                  |                                  |                                  |                                  |                                  |                                       |                    |              |

### Otro canciones en el chart
| Año  | Canción                    | Posiciones más altas en el chart | Ventas            | Álbum        |
| Año  | Canción                    | EE.UU.                           | Ventas            | Álbum        |
| ---- | -------------------------- | -------------------------------- | ----------------- | ------------ |
| 2017 | "Love Me or Love Me Alone" | 31                               | - EE. UU.: 42,000 | Current Mood |

### Vídeos musicales
| Año  | Vídeo                           | Director         |
| ---- | ------------------------------- | ---------------- |
| 2012 | "Cowboys y Ángeles" (acústico ) | Jessica Wardwell |
| 2012 | "Cowboys and Angels"            | Peter Zavadil    |
| 2012 | "She Cranks My Tractor"         | Wes Edwards      |
| 2014 | "Where It's At (Yep, Yep)"      | Shane Drake      |
| 2015 | "Hell of a Night"               | Michael Mónaco   |
| 2016 | "Mind Reader"                   | Mason Dixon      |
| 2016 | "Seein' Red"                    | Adam Rothlein    |
| 2017 | "Small Town Boy"                | Michael Mónaco   |
| 2018 | "Good Girl"                     | Mason Dixon      |

## Premios y nominaciones
| Año  | Asociación                             | Categoría                                                     | Resultado |
| ---- | -------------------------------------- | ------------------------------------------------------------- | --------- |
| 2012 | Premios de País americano              | Solo del Año: Artista Nuevo @– "Cowboys y Ángeles"            |           |
| 2012 | Premios de País americano              | Vídeo de música del Año: Artista Nuevo @– "Cowboys y Ángeles" |           |
| 2013 | CMT Premios de música                  | Breakthrough Vídeo del Año @– "Cowboys y Ángeles"             |           |
| 2014 | Academia de Premios de Música del País | Artista Nuevo superior del Año                                |           |